# Pingsdorf
Pingsdorf is een ortsteil van de Duitse stad Brühl in het Rhein-Erft-Kreis in het zuidwesten van Noordrijn-Westfalen.
De plek is onder meer bekend van de vele vondsten van een bepaald soort aardewerk, het Pingsdorfs aardewerk.